# Mudwigglus minutus
Mudwigglus minutus (syn. Diplopeltula minuta) is een rondwormensoort uit de familie van de Diplopeltidae. De wetenschappelijke naam van de soort is voor het eerst geldig gepubliceerd in 1972 door Vitiello.